# Afyonkarahisarspor
Afyonkarahisar Spor Kulübü (Club esportiu d'Afyonkarahisar, en turc) o simplement Afyonkarahisarspor és la resusitació de tres antics clubs esportius, Afyonspor, Afyon Şekerspor i Yeni Afyonspor, de la ciutat i província d'Afyonkarahisar. El club es va fundar el 2005, l'última vegada, i la seva seu estava a la ciutat d'Afyonkarahisar. Era més conegut pel seu equip de futbol, que jugava els seus partits de casa a l'Afyon Arena. Després de baixar a una lliga amateur i regional en la temporada 2012-13, el club s'ha tancat.